# Strafgerichtsbarkeit
Die Strafgerichtsbarkeit (Strafsachen) gehört zu der Ordentlichen Gerichtsbarkeit. Sie wird durch Strafgerichte erfüllt. Mit dem umfassenderen Begriff Strafjustiz können sowohl die Strafrechtspflege als auch die mit der Ausübung derselben betrauten Justizbehörden gemeint sein.

## Deutschland

### Zielsetzung
In Strafprozessen geht es um die Wahrheitsfindung. Denn ohne Wahrheit keine Gerechtigkeit, ohne diese kein Rechtsfrieden.
Strafgerichte erheben zur Wahrheitsfindung Beweise. Das können Zeugen oder ein Sachverständiger sein, Schriften oder Gegenstände wie Tatmittel oder Tatspuren. Ebenso wie mündliche Vorträge der Zeugen sind die Aussagen der Beschuldigten wichtige Erkenntnisquellen. Die Würdigung der in der Hauptverhandlung erhobenen Beweise ist das Herzstück des Strafurteils; dabei sind die Gerichte frei. Sie ist die Grundlage für die richterliche Überzeugung von Schuld oder Unschuld der Angeklagten.

### Einordnung
Die Strafgerichtsbarkeit zählt zur ordentlichen Gerichtsbarkeit (§ 12 GVG), vgl. § 13 GVG.

### Instanzenzug
Der Instanzenzug besteht in Deutschland aus den Amtsgerichten (Spruchkörper: Strafrichter oder Schöffengericht), Landgerichten (Spruchkörper: kleine oder große Strafkammer), den Oberlandesgerichten (Spruchkörper: Strafsenat) und dem Bundesgerichtshof (Spruchkörper: Strafsenat). Besondere Militärstrafgerichte gibt es in Deutschland nicht.
Die erstinstanzliche Zuständigkeit der Strafgerichtsbarkeit richtet sich nach der vorgeworfenen Straftat und der zu erwartenden Strafe. Grundsätzlich haben die Spruchkörper der Landgerichte die Auffangzuständigkeit für die Strafsachen, die nicht vor die Amtsgerichte oder das Oberlandesgericht gehören (§ 74 Absatz 1 GVG).
Die Amtsgerichte sind zuständig, wenn die zu erwartende Strafe vier Jahre Freiheitsstrafe nicht übersteigt (sog. Strafbann) und auch keine Sicherungsverwahrung oder die Unterbringung in einem psychiatrischen Krankenhaus als Maßregeln der Besserung und Sicherung in Betracht kommt. Diese Rechtsfolgen dürfen durch das Amtsgericht auch nicht verhängt werden.
Die erstinstanzliche Zuständigkeit der Oberlandesgerichte in Strafsachen ist genuin die Landesgerichtsbarkeit in bestimmten schweren Staatsschutzdelikten und prinzipiell die Strafgerichtsbarkeit des Bundes, die im Rahmen der Organleihe durch die obersten Gerichte der Länder erstinstanzlich ausgeübt wird. Der Katalog der Delikte beschränkt sich auf die Delikte des Völkerstrafgesetzbuchs und Staatsschutzdelikte. Bei bestimmten Delikten, die aus politischen Gründen vom Generalbundesanwalt bearbeitet werden, ist ebenfalls die Zuständigkeit des Oberlandesgerichts gegeben.
Die Spruchkörper des Landgerichts entscheiden als Berufungsgericht über die Urteile der Amtsgerichte oder erstinstanzlich in Strafsachen die zur Zuständigkeit des Schwurgerichts gehören, in einfachen Staatsschutzsachen und Wirtschaftsstrafsachen.
Bei besonderer Bedeutung des Falles kann auch das Landgericht als erste Instanz anstatt des sonst zuständigen Amtsgerichts angerufen werden. Das Landgericht kann sämtliche Maßregeln der Besserung und Sicherung verhängen. Ein Strafbann wie bei den Spruchkörpern des Amtsgerichts existiert nicht.
Gegen die Urteile der Amtsgerichte steht die Sprungrevision (§ 335 StPO) und gegen die Urteile der kleinen Strafkammer (Berufungsurteile) die Revision (§ 333 StPO) zu den Oberlandesgerichten offen.
Gegen die Urteile der Schwurgerichte und übrigen großen Strafkammern das Rechtsmittel der Revision zum Bundesgerichtshof. Wenn ausschließlich Landesrecht berührt ist (insbesondere keine Verfahrensrüge erhoben wird), ist formal das Oberlandesgericht zuständig. Derartige Konstellationen sind allerdings sehr selten.
Gegen die Urteile des Strafsenats beim Oberlandesgericht ist die Revision zum Bundesgerichtshof möglich.

### Kritik
Hauptverhandlungen in Strafsachen sind mündlich. Darunter kann das Wissen über die erhobenen Beweise nach besonders längeren und/oder komplexen Verhandlungen leiden. Es ist nicht transparent nachvollziehbar, was davon in das mündlich verkündete Urteil eingeflossen ist. Denn den Vorsitzenden Richtern stehen dafür nur ihre Erinnerungen und ggf. ihre Notizen zur Verfügung. Denn die Strafprozessordnung sieht keinerlei wortgetreue Dokumentationen vor. In Amtsgerichten werden von Justizangestellten Aussagen nur in groben Zügen mitgeschrieben. Eine Bestätigung der Aussageperson, ob ihre Angaben sinngemäß richtig erfasst wurden, erfolgt nicht.
Mit dem Gesetz zur digitalen Dokumentation der der strafgerichtlichen Hauptverhandlung, verabschiedet vom Deutschen Bundestag am 17. November 2023, soll Abhilfe geschaffen werden. Trotz der langen Vorbereitungszeit hat der Bundesrat die Einberufung des Vermittlungsausschusses verlangt. Der Widerstand gegen das Gesetz ist vielen nicht nachvollziehbar. Er wird begründet u. a. von der Justizministerin Niedersachsens, das Gesetz sei „Ausdruck eines durch nichts gerechtfertigten  Misstrauens gegenüber unseren Richterinnen und Richtern.“

## Internationale Strafgerichtsbarkeit
Eine eigene Strafgerichtsbarkeit auf suprainternationaler Ebene ist der Internationale Strafgerichtshof (ICC) mit Sitz in Den Haag.